# Caius Canuleius
Caius Canuleius est un homme politique romain du Ve siècle av. J.-C., tribun de la plèbe en 445 av. J.-C. et auteur de la Lex Canuleia

## Lex Canuleia

### Proposition de la loi
En 445 av. J.-C., il propose une loi qui autorise de nouveau les mariages entre patriciens et plébéiens,, annulant ainsi une des dispositions de la Loi des Douze Tables rédigées entre 451 et 449 av. J.-C. Sous la pression de menaces de guerres extérieures, les sénateurs cèdent sur ce point et l'interdiction est levée, cinq ans seulement après son instauration. La possibilité de mariage mixte permet de nouvelles alliances matrimoniales entre l'élite plébéienne et certaines familles patriciennes, renforçant le poids politique des partisans de l'égalité entre les deux classes.

### Instauration du tribunat consulaire
Caius Canuleius propose un second projet qui permettrait l'élection systématique d'au moins un consul plébéien. Tout comme le projet de loi autorisant les mariages mixtes, ce projet suscitent l'opposition des consuls en place mais aussi d'un des tribuns de la plèbe, Caius Furnius, le seul du collège de tribuns de cette année à ne pas soutenir le projet,. Un compromis est finalement trouvé avec la création d'une nouvelle magistrature, le tribunat consulaire, dont les candidatures sont ouvertes aux patriciens comme aux plébéiens,. Trois tribuns consulaires sont élus pour l'année suivante, 444 av. J.-C., dont un serait plébéien malgré ce que rapporte Tite-Live qui les présente tous les trois comme patriciens. Toutefois, l'élection est annulée à cause d'un vice de procédure et ce sont deux consuls patriciens qui reprennent la tête de l'État, confortant le monopole que les patriciens tentent d'établir sur l'accès au pouvoir.

### Auteurs antiques
- Tite-Live, Histoire romaine, Livre IV sur le site de l'Université de Louvain

### Auteurs modernes
- (en) T. Robert S. Broughton, The Magistrates of the Roman Republic : Volume I, 509 B.C. - 100 B.C., New York, The American Philological Association, coll. « Philological Monographs, number XV, volume I », 1951, 578 p.
- Janine Cels-Saint-Hilaire, La République des tribus : Du droit de vote et de ses enjeux aux débuts de la République romaine (495-300 av. J.-C.), Toulouse, Presses universitaires du Mirail, coll. « Tempus », 1995, 381 p. (ISBN 2-85816-262-X, lire en ligne)